# Яуза (приток Ламы)
Я́уза — река в Московской и Тверской областях России, правый приток реки Ламы.

## Гидрология
Длина реки составляет 35 км, площадь водосборного бассейна — 383 км². Равнинного типа. Питание преимущественно снеговое. Замерзает в ноябре — начале декабря, вскрывается в конце марта — апреле.

## Гидрография
Берёт начало в болотах к западу от станции Решетниково Октябрьской железной дороги. Впадает в реку Ламу напротив деревни Синцово в Тверской области. Верховья и среднее течение реки густо заселены, в нижнем течении река сильно заболочена.
Притоки (расстояние от устья):
- 8,4 км: ручей Ивановский (левый);
- 19 км: река Раменка (левый)[3].

## Достопримечательности
Интерес для туристов представляет лишь среднее течение реки вместе с живописной рекой Чернявкой — левым притоком Раменки, которая является притоком Яузы.

## Данные водного реестра
По данным государственного водного реестра России относится к Верхневолжскому бассейновому округу, водохозяйственный участок реки — Волга от города Тверь до Иваньковского гидроузла (Иваньковское водохранилище), речной подбассейн реки — бассейны притоков (Верхней) Волги до Рыбинского водохранилища. Речной бассейн реки — (Верхняя) Волга до Куйбышевского водохранилища (без бассейна Оки).
Код объекта в государственном водном реестре — 08010100712110000002886.